# Iperalgesia
L'iperalgesia è una condizione di aumentata sensibilità al dolore, che si manifesta in caso di stimoli lievi a causa di una lesione dei nocicettori o dei nervi del sistema nervoso periferico. Un temporaneo aumento della sensibilità dolorosa può essere notato anche nel cosiddetto sickness behavior, il comportamento adottato dal corpo umano in risposta alle infezioni.
Il termine deriva dal greco ὑπέρ, oltre e da ἄλγος, dolore.

## Classificazione
L'iperalgesia può manifestarsi in aree cutanee limitate in numero e dimensione oppure assumere una forma generalizzata. Studi sul condizionamento hanno stabilito che è possibile sviluppare una forma di iperalgesia diffusa "imparata" e non basata su meccanismi eziopatogenetici fisici. La forma focale, tipicamente associata a traumi fisici, può essere suddivisa in una forma primaria, che si manifesta nell'area direttamente lesionata e in una forma secondaria, che si presenta invece nei tessuti circostanti non lesionati. Esiste anche una forma indotta da oppioidi, che può svilupparsi dopo una somministrazione prolungata nel trattamento del dolore cronico, confermata da studi condotti su esseri umani e animali e che può comportare la sospensione del farmaco.

## Eziologia
L'iperalgesia è causata dal fattore attivante le piastrine (PAF) rilasciato durante la risposta infiammatoria o allergica dalle cellule del sistema immunitario che reagiscono con i neuroni del sistema nervoso periferico attraverso il rilascio di citochine e chemochine coinvolte nel meccanismo di produzione del dolore.
La stimolazione dei recettori dolorifici in corso di infiammazione può portare a un'amplificazione del segnale con un meccanismo di potenziamento a lungo termine che si sviluppa a livello del midollo spinale coinvolgendo la sostanza grigia periacqueduttale del mesencefalo. Il rilascio di citochine pro-infiammatorie, quali l'interleuchina 1, da parte di leucociti attivati dal contatto con il lipopolisaccaride, con alcune endotossine e altri messaggeri di infezione risulta coinvolto nell'aumento di sensibilità dolorosa che si può riscontrare nel sickness behavior.
L'utilizzo cronico di oppioidi sia come sostanze stupefacenti, sia nel trattamento del dolore cronico, può condurre a iperalgesia e al riscontro di esperienze estremamente dolorose in proporzione al riscontri clinici, cosa che rappresenta la più comune causa di perdita di efficacia del farmaco. È difficilmente distinguibile dalla tolleranza, in quanto anche l'iperalgesia da oppioidi è compensata dal paziente mediante un aumento del dosaggio del farmaco, condizione che può potenzialmente peggiorare il problema portando a una sempre maggiore sensibilità al dolore. La sovrastimolazione cronica dei recettori oppioidi porta a un'alterazione dell'omeostasi delle vie di trasmissione nervosa del dolore, soprattutto quella mediata dal recettore della nocicettina (o recettore NOP), tanto che si ritiene che bloccando questo recettore si possa prevenire lo sviluppo dell'iperalgesia.
Una causa non comune di iperalgesia è il veleno di ornitorinco.

## Trattamento
L'iperalgesia è una condizione simile ad altre sindromi dolorose quali l'allodinia e il dolore neuropatico e risponde alla terapia di riferimento per queste entità nosologiche. Questa può prevedere la somministrazione di antidepressivi triciclici o SSRI, FANS, glucocorticoidi, gabapentin o pregabalin, antagonisti del recettore NMDA oppure oppioidi atipici come il tramadolo.
Nei casi di iperalgesia indotta da oppioidi, la riduzione del dosaggio può comportare una migliore gestione del dolore. Tuttavia nell'iperalgesia, così come in numerose altre sindromi nervose associate a dolore, la scelta del farmaco corretto o della giusta associazione tra più farmaci può risultare difficoltosa e richiedere una certa quantità di tentativi.